# Synopsys
Synopsys Inc. es una compañía estadounidense líder en el desarrollo de software especializado para el diseño de circuitos integrados complejos (en inglés, EDA: Electronic Design Automation). La compañía es proveedora de la industria de semiconductores, computadores, comunicaciones, aeroespacial y empresas de electrónicas.
Fue fundada en 1986 por Dr. Aart J. de Geus y un equipo de ingenieros del Centro de Microelectrónica de General Electric en el Research Triangle Park, Carolina del Norte.
Su casa matriz está en Mountain View, California, Estados Unidos. Cuenta con un total de 11.689 empleados en todo el mundo y presencia en más de 113 ciudades con oficinas de ventas, soporte y R&D en Norteamérica, Europa, Japón, Israel, Asia-Pacífico y Chile.
Durante los últimos 31 años, Synopsys ha pasado de ser una pequeña compañía con un solo producto a una compañía diversificada y líder en herramientas de software para la industria de circuitos integrados y semiconductores entregando todos softwares necesarios para el proceso entero desde la concepción, descripción, a la producción y test de un chip.

## Productos
La tecnología de Synopsys permite diseñar y verificar “circuitos integrados complejos” cubriendo el tramo entre el concepto y fabricación de circuitos integrados, mejorando la productividad y aumentando la predictibilidad.
Los productos de Synopsys proveen un completo ambiente de diseño y pruebas de principio a fin, con sistemas de verificación a diferentes niveles, además de servicios profesionales que apoyan el trabajo de sus clientes rápida u acuciosamente.
La plataforma de Synopsys apoya el diseño en prácticamente cada métrica, incluyendo el desempeño, la complejidad, dimensiones, costos, consumos y tiempos.
Synopsys provee diferentes herramientas de software para: La simulación del diseño, la síntesis de lógica, verificación formal de resultados, place & route (colocación y enrutamiento), post procesamiento de los datos para las máquinas de producción, simulaciones de procesos físicos y químicos, extracción de datos eléctricos para el sign-off del chip, test del chip, custom design (diseño personalizado), propiedad intelectual, etc.
Synopsys también es un proveedor líder mundial de propiedad intelectual (IP) ofreciendo bloques listos para sistemas en chip (SoC, del inglés system on a chip).
Synopsys Inc. genera casi la totalidad de sus ingresos de la venta de licencias, mantenciones y servicios profesionales en la industria electrónica y de semiconductores. Los clientes típicamente realizan sus compras a Synopsys de sus presupuestos de investigación y desarrollo (en inglés, research and development), en consecuencia esta estrechamente ligado al desarrollo de nuevos diseños de chips.
Entre sus clientes se encuentran Intel, ST, Sony, Nvidia, Yamaha, Texas Instruments, Renesas, Samsung, Qualcomm, Mediatek, NXP, IBM, Imagination, Fujitsu, Cisco, Broadcom, Bosch, ARM, AMD, Rockchip, Ricoh, TSMC, UMC, Smic, Xylinx, Altera, y muchas otras empresas de la industria electrónica.

## La industria de los semiconductores
En 2000 la industria de semiconductores experimento su más escarpado y largo tropiezo de los últimos 20 años. Las ventas de la industria cayeron un 46% del 2000 al 2002 y el 2003 se recuperaron lentamente. En este período los clientes de Synopsys redujeron al máximo sus costos. El 2003 la industria creció un 18% y el 2004 un 29%. Históricamente el crecimiento de la industria de semiconductores ha sido seguido por el crecimiento de R&D en la industria, sin embargo no ha ocurrido de esa manera. Se espera que en el largo plazo se cumpla esta relación entre ambas industrias.

## Adquisiciones y fusiones
- 1994: Adquisición de Cadis, Aachen, Alemania
- 1997: Adquisición de EPIC Design Technology Inc., EE. UU.
- 1997: Adquisición de Viewlogic Systems, Inc., EE. UU.
- 1998: Adquisición de Systems Science, Inc.
- 6 de junio de 2002: Fusión con Avanti Corporation, EE. UU.
- 12 de septiembre de 2002: Adquisición de Co-Design Automation, Inc. EE. UU.
- 20 de septiembre de 2002: Adquisición de inSilicon Inc., EE. UU.
- 3 de marzo de 2003: Adquisición de Numerical Technologies, Inc. EE. UU.
- 23 de febrero de 2004: Adquisición de Accelerant Networks, EE. UU.
- 26 de febrero de 2004: Adquisición de los bienes de Analog Design Automation, Inc., EE. UU.
- Octubre de 2004: Adquisición de los bienes de Monterey Design Systems, Inc., EE. UU.
- Adquisición de Cascade Semiconductor Solutions Inc., EE. UU.
- 2 de noviembre de 2004: Adquisición de Integrated Systems Engineering AG (ISE), Suiza
- 2 de noviembre de 2004: Adquisición de los bienes de LEDA Design, Inc., EE. UU.
- 2004: Después de la adquisición de Monterey Arset y Leda Design se abre Synopsys Armenia donde trabaja el 8% de los ingenieros de la empresa.[7]
- 1 de diciembre de 2004: Acuerdo de adquirir Nassda Corp., EE. UU.
- 7 de diciembre de 2005: Adquisición de HPL Technologies[8]
- 16 de mayo de 2006: Adquisición de Virtio Corporation
- 21 de junio de 2006: Apertura del Synopsys R&D Center Chile, Santiago de Chile, Chile
- 16 de agosto de 2006: Adquisición de Sigma-C, Alemania[9]
- 18 de junio de 2007: Adquisición de ArchPro Design Automation Inc.
- 30 de julio de 2007: Compra de ciertos bienes de propiedad intelectual (IP) de semiconductores de MOSAID Technologies[10]
- 2 de octubre de 2007: Adquisición de Sandwork Design[11]
- 30 de marzo de 2008: Anuncia adquisición de Synplicity[12]
- 18 de diciembre de 2008: Adquisición de ChipIT Business Unit de ProDesign Electronic GmbH, Alemania[13]
- 8 de mayo de 2009: Adquisición de Analog Business Group (Chipidea) de MIPS Technologies[14]
- 2 de febrero de 2010: Adquisición de VaST Systems Technology Corporation
- 8 de febrero de 2010: Anuncia adquisición de CoWare Inc.[15]
- 10 de junio de 2010: Anuncia adquisición de Synfora Inc.[16]
- 2 de septiembre de 2010: Anuncia adquisición de Virage Logic Corporation[17]
- 7 de octubre de 2010: Anuncia adquisición de Optical Research Associates[18]
- 2 de septiembre de 2011: Anuncia adquisición de nSys Design Systems[19]
- 7 de octubre de 2011: Anuncia adquisición de Extreme DA[20]
- 15 de febrero de 2012: Completa adquisición de negocio de "mask patterning" de Luminescent Technologies, Inc.
- 22 de febrero de 2012: Completa adquisición de Magma Design Automation
- 8 de mayo de 2012: Anuncia adquisición de RSoft Design Group[21]
- 30 de julio de 2012: Anuncia adquisición de Ciranova[22]
- 3 de agosto de 2012: Anuncia adquisición de SpringSoft[23]
- 19 de febrero de 2014: Anuncia adquisición de Coverity[24]
- 15 de mayo de 2014: Anuncia adquisición de Kalistick[25]
- 20 de abril de 2015: Anuncia adquisición de Codenomicon[26]
- 7 de junio de 2015: Anuncia adquisición de Atrenta[27]
- 10 de junio de 2015: Anuncia adquisición de Virage Logic[28]